# Оттавський центральний автовокзал
Оттавський центральний автовокзал (англ. Ottawa Central Station) був головним міжміським автовокзалом в Оттаві, Онтаріо, Канада. Був розташований на 1,5 км на південь від центру Оттави, в районі Сентертаун, і обслуговував автобуси компаній «Ontario Northland», «Autobus Gatineau» та «Transcollines».
Автовокзал було закрито у 2021 році. Станом на вересень 2024, будівлю автовокзалу повністю знищено, на її місці вирито котлован і планується будівництво житлової багатоповерхівки.

## Розташування
Оттавський центральний автовокзал розташований за адресою Катерін-стріт 265, між Лайон-стріт, Арлінгтон-авеню та Кент-стріт. Вулиця Катерін-стріт пролягає північніше автошляху Онтаріо 417 (відомого також як Квінсвей) — головної швидкісною автомагістралі Оттави.
Головний вхід станції виходить на південь, у бік Катерін-стріт. Автобуси прибувають на 14 платформ із північної стороні будівлі станції.

## Основні напрямки
Історично склалося так, що більшість автобусів, які курсували від Оттавського центрального автовокзалу, експлуатувалися компанією «Greyhound Canada», обслуговуючи наступні напрямки:
- Торонто (й далі до США)
- Монреаль (й далі до США та Квебеку)
- Сірак'юс (й далі до Нью-Йорка й Філадельфії)
- Садбері

Але з 2020 року автобуси «Greyhound Canada» вже не ходять від автовокзалу, який обслуговують компанії «Ontario Northland», «Autobus Gatineau» та «Transcollines».
| Автобусний перевізник                    | Міста, що обслуговуються                                       |
| ---------------------------------------- | -------------------------------------------------------------- |
| «Ontario Northland Motor Coach Services» | Садбері, Норт-Бей, Пембрук, Петавава, Су-Сент-Марі, Вайт-Рівер |
| «Autobus Gatineau»                       | Гатіно, Казабазуа, Манівакі, Гранд-Ремоус                      |
| «Transcollines»                          | Кюйон, Шоувілл, Кемпбеллс-Бей, Форт-Кулонж                     |

## Галерея

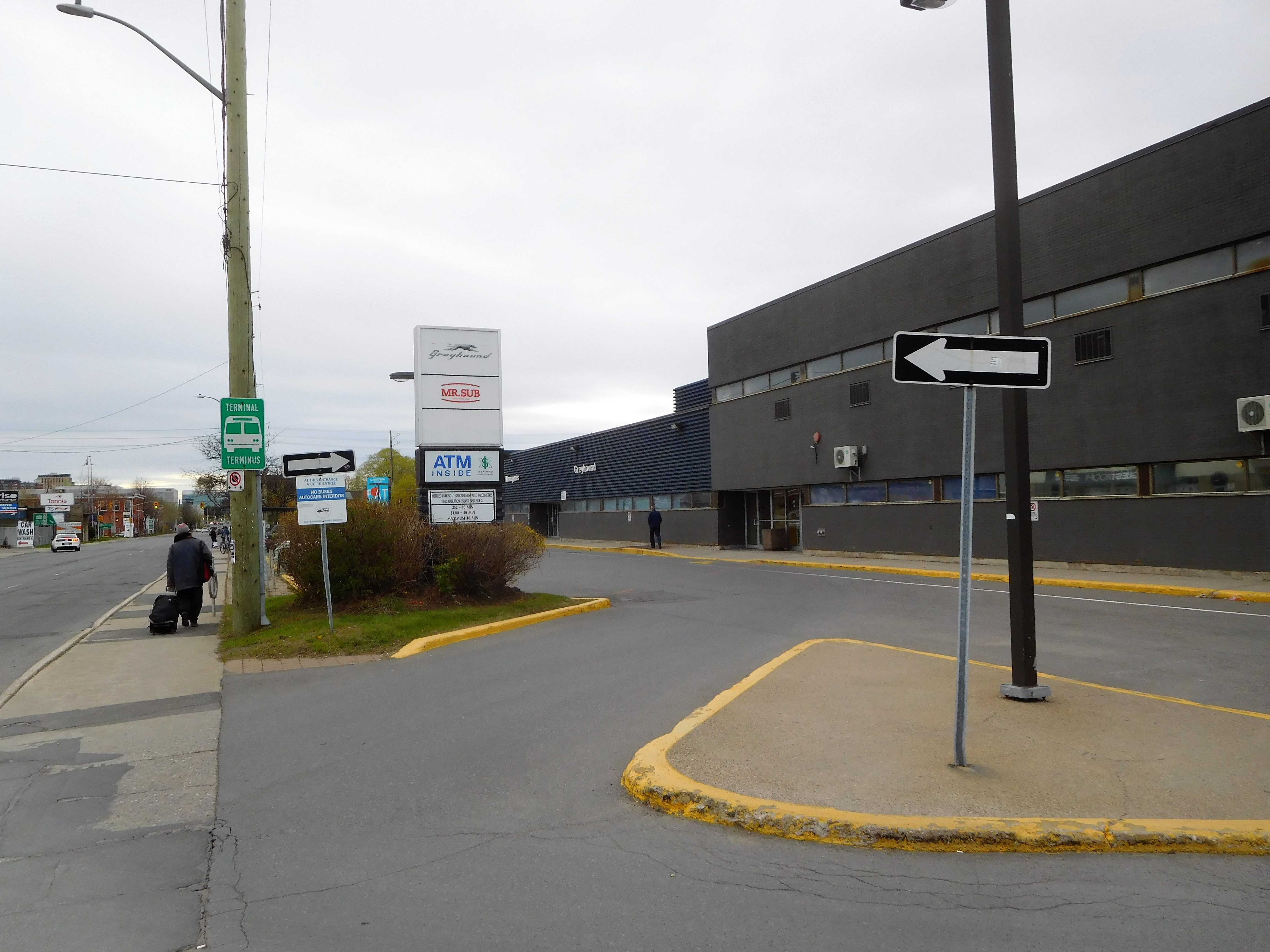
Вхід до автовокзалу з боку Катерін-стріт (2019)
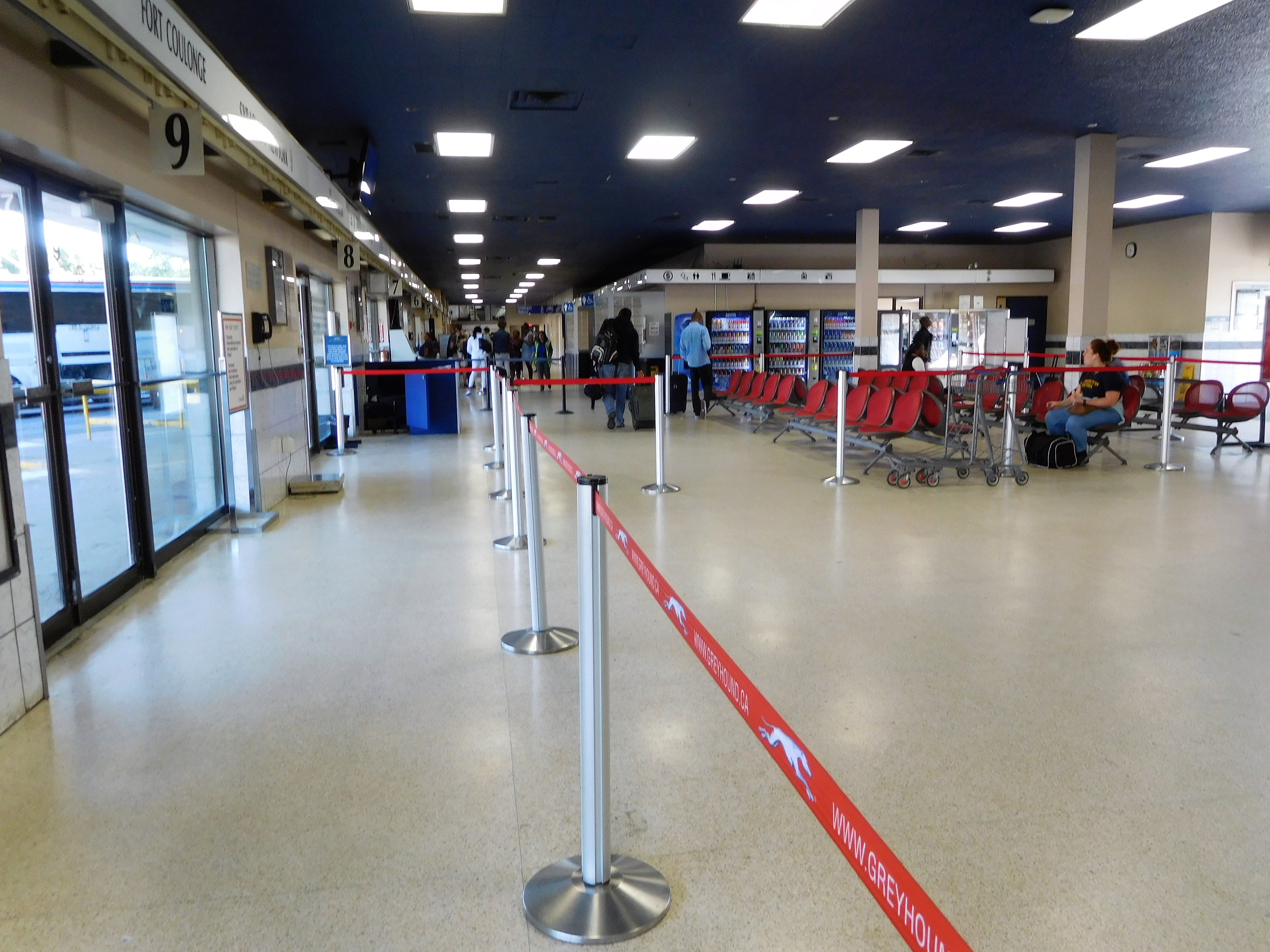
Інтер’єр автовокзалу (2019)
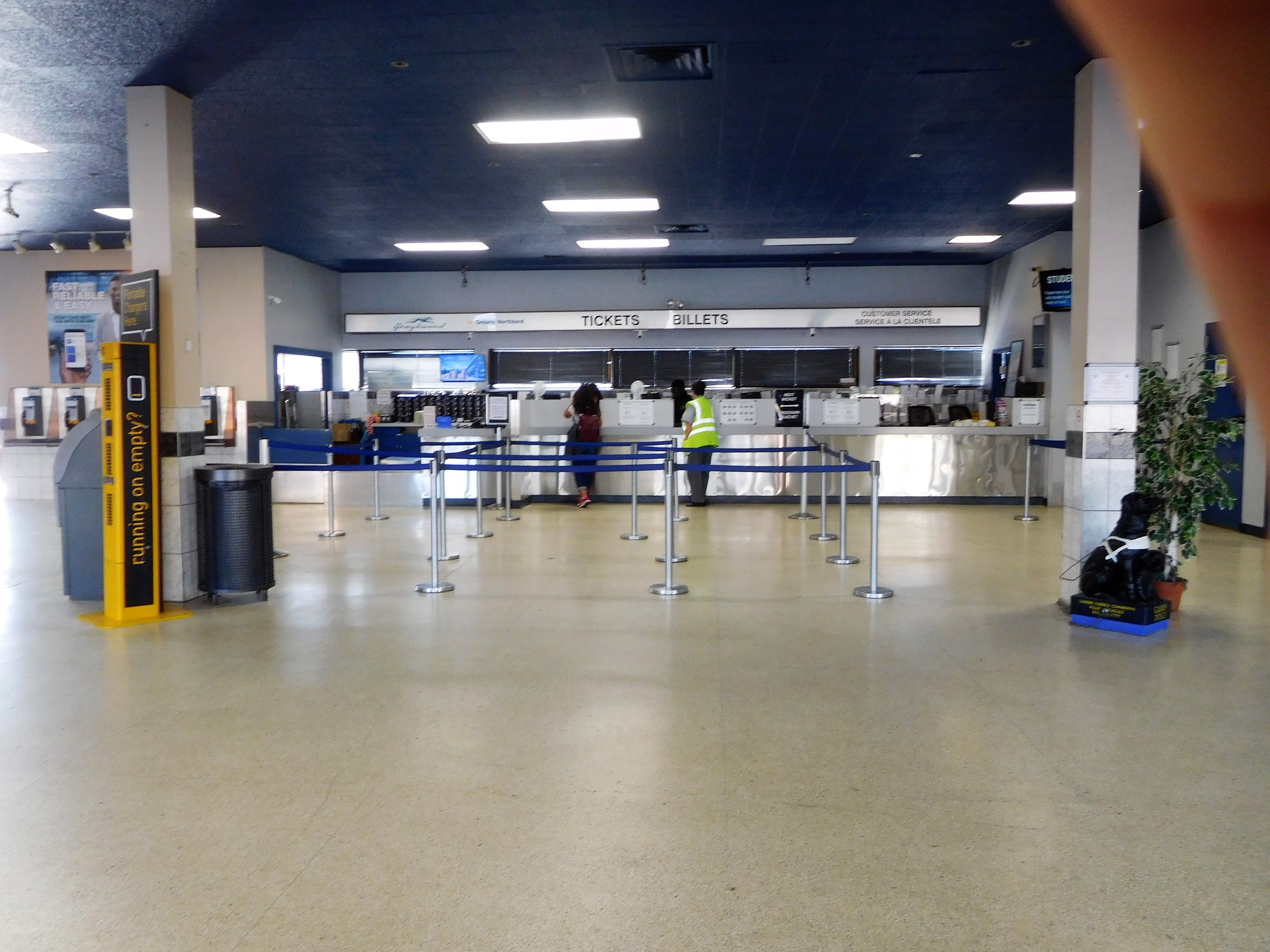
Квиткові каси (2019)